# Ryōichi
Cette page présente le prénom Ryōichi ainsi que ses variantes.
Ryōichi (りょういち) est un prénom japonais masculin assez fréquent.

## En kanjis
Ce prénom est composé de deux kanjis. Le premier kanji varie et se prononce « ryō » (un autre prénom japonais). Le deuxième se prononce « ichi » et est généralement le kanji 一 représentant le chiffre un, ou éventuellement le kanji 市 signifiant marché ou ville.
Il s'écrit principalement sous les formes suivantes :
- 良一, le plus commun, 良 : bon ;
- 亮一, 亮 : aider, nettoyer ;
- 了一, 了 : finir, accomplir ;
- 僚一, 僚 : officiel ou compagnon ;
- 遼一, 遼 : distant.

Et aussi 良市, 亮市, 凉一, 凉市, etc.

## Personnes célèbres
- Pour l'ensemble des articles sur les personnes portant ce prénom, consulter :
  - la liste des articles dont le titre commence par ce prénom
  - les listes produites par Wikidata : Liste des personnes de prénom « Ryōichi » — même liste en incluant les éventuels prénoms composés qui contiennent « Ryōichi ».
- Ryōichi Ikegami (池上 遼一, Ikegami Ryōichi?) est un dessinateur de manga japonais.
- Ryōichi Sasakawa (笹川 良一, Sasakawa Ryōichi?) est un homme politique ultra-nationaliste et homme d'affaires japonais proche des yakuzas.